# Йожа, Вьорика
Вьорика Йожа (рум. Viorica Ioja; род. 26 февраля 1962, Uivar, Тимиш), в замужестве Вереш (рум. Vereş) — румынская гребная рулевая, выступавшая за сборную Румынии по академической гребле в 1980-х годах. Чемпионка летних Олимпийских игр в Лос-Анджелесе, чемпионка мира, победительница и призёрка многих регат национального значения. Заслуженный мастер спорта Румынии.

## Биография
Родилась 26 февраля 1962 года в коммуне Уивар, жудец Тимиш, Румыния. Занималась академической греблей в Бухаресте в столичном гребном клубе «Динамо».
Дебютировала на взрослом международном уровне в сезоне 1981 года, когда вошла в основной состав румынской национальной сборной и выступила на чемпионате мира в Мюнхене, где заняла четвёртое место в зачёте распашных рулевых четвёрок.
В 1983 году побывала на мировом первенстве в Дуйсбурге, откуда привезла награду серебряного достоинства, выигранную в распашных рулевых четвёрках — в финале пропустила вперёд только экипаж из Восточной Германии.
Благодаря череде удачных выступлений удостоилась права защищать честь страны на летних Олимпийских играх 1984 года в Лос-Анджелесе (будучи страной социалистического лагеря, формально Румыния бойкотировала эти соревнования по политическим причинам, однако румынским спортсменам всё же разрешили выступить на Играх частным порядком). Здесь Йожа стартовала в составе распашного четырёхместного экипажа, куда также вошли гребчихи Флорика Лаврик, Ольга Хомеги, Мария Фричою и Кира Апостол — в финале обошла всех своих соперниц, в том числе более чем на две секунды опередила ближайших преследовательниц из Канады, и тем самым завоевала золотую олимпийскую медаль. Кроме того, отметилась выступлением в восьмёрках, добавив в послужной список серебряную олимпийскую награду.
После лос-анджелесской Олимпиады Вьорика Йожа ещё в течение некоторого времени оставалась в составе румынской национальной сборной и продолжала принимать участие в крупнейших международных регатах. Так, в 1985 году она отправилась представлять страну на мировом первенстве в Хазевинкеле, где выиграла серебряную медаль в рулевых четвёрках — пришла к финишу позади команды из ГДР.
В 1986 году в той же дисциплине одержала победу на чемпионате мира в Ноттингеме. Вскоре по окончании этих соревнований приняла решение завершить спортивную карьеру.